# Санта-Крус (река, впадает в Атлантический океан)
Санта-Крус (исп. Rio Santa Cruz) — река в Южной Америке в аргентинской провинции Санта-Крус.
Берёт начало в озере Лаго-Архентино в Патагонских Андах, на границе Чили и Аргентины, впадает в Атлантический океан.
Общая протяжённость реки составляет около 385 км, вместе с наиболее удалёнными притоками 565 км. Площадь водосборного бассейна насчитывает 29685 км². Высота истока — 181 м над уровнем моря.
Воды реки наиболее многоводны в период максимальных осадков осенью и в ходе таяния льда весной.